# Zonotriche
Zonotriche és un gènere de plantes de la família de les poàcies, ordre de les poals, subclasse de les commelínides, classe de les liliòpsides, divisió dels magnoliofitins.

## Taxonomia
- Zonotriche brunnea (J.B. Phipps) Clayton
- Zonotriche decora (Stapf) J.B. Phipps
- Zonotriche inamoena (K. Schum.) Clayton